# 松久直史
松久 直史（まつひさ なおし、1938年1月7日 - 2021年4月4日）は、日本の実業家。日本甜菜製糖株式会社元代表取締役会長・元代表取締役社長。

## 人物・経歴
1938年1月7日生まれ。1960年3月、立教大学卒業。
同年4月、日本甜菜製糖株式会社入社。
1993年6月に総務部長に着任し、1994年6月、取締役に就任。人事部長・秘書室長を兼務。
1998年6月、常務取締役に就任し、総務・人事・秘書を管掌する。2000年6月、経理を兼掌。
2001年6月、代表取締役社長就任。2006年6月には、代表取締役会長に就任。
社長在任時の2004年3月には、千葉市美浜区に物流センターを竣工し、同年8月、本社を中央区京橋から港区三田へ移転。会長在時の2007年3月には北海道芽室町にビジネスセンターを完成させるなどの事業運営を進めた。